# Parachauliodes buchi
Parachauliodes buchi är en insektsart som beskrevs av Luisa Eugenia Navas 1924. Parachauliodes buchi ingår i släktet Parachauliodes och familjen Corydalidae. Inga underarter finns listade i Catalogue of Life.